# Dorfkirche Päwesin

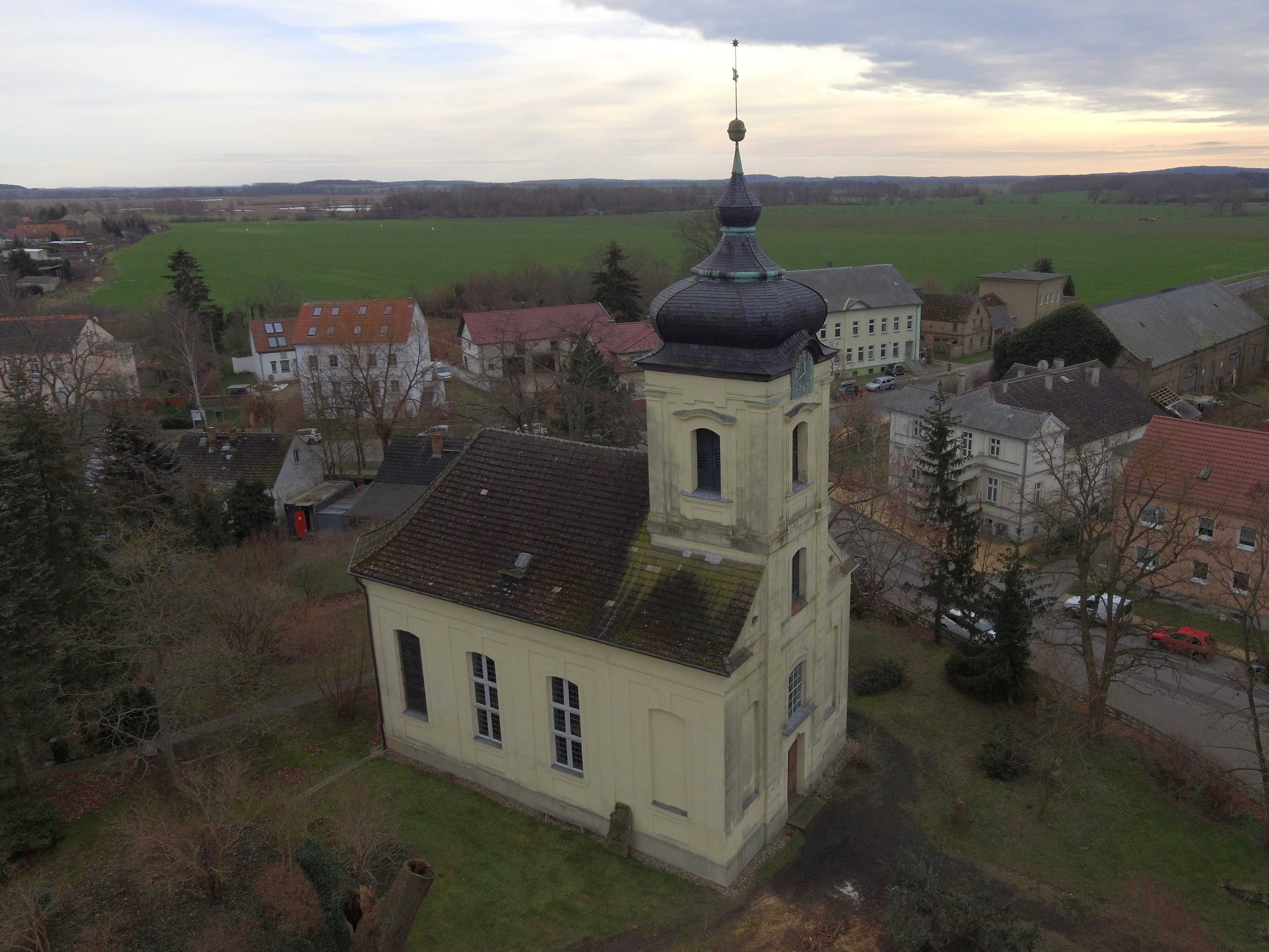
Dorfkirche Päwesin

Die Dorfkirche in Päwesin ist eine denkmalgeschützte evangelische Kirche im Landkreis Potsdam-Mittelmark (Kirchenkreis Mittelmark-Brandenburg). Zusammen mit den Kirchen in Bagow, Brielow, Butzow, Gortz, Ketzür, Lünow, Radewege, Riewend, Roskow und Weseram bildet sie den Pfarrbereich Päwesin.

## Bauwerk

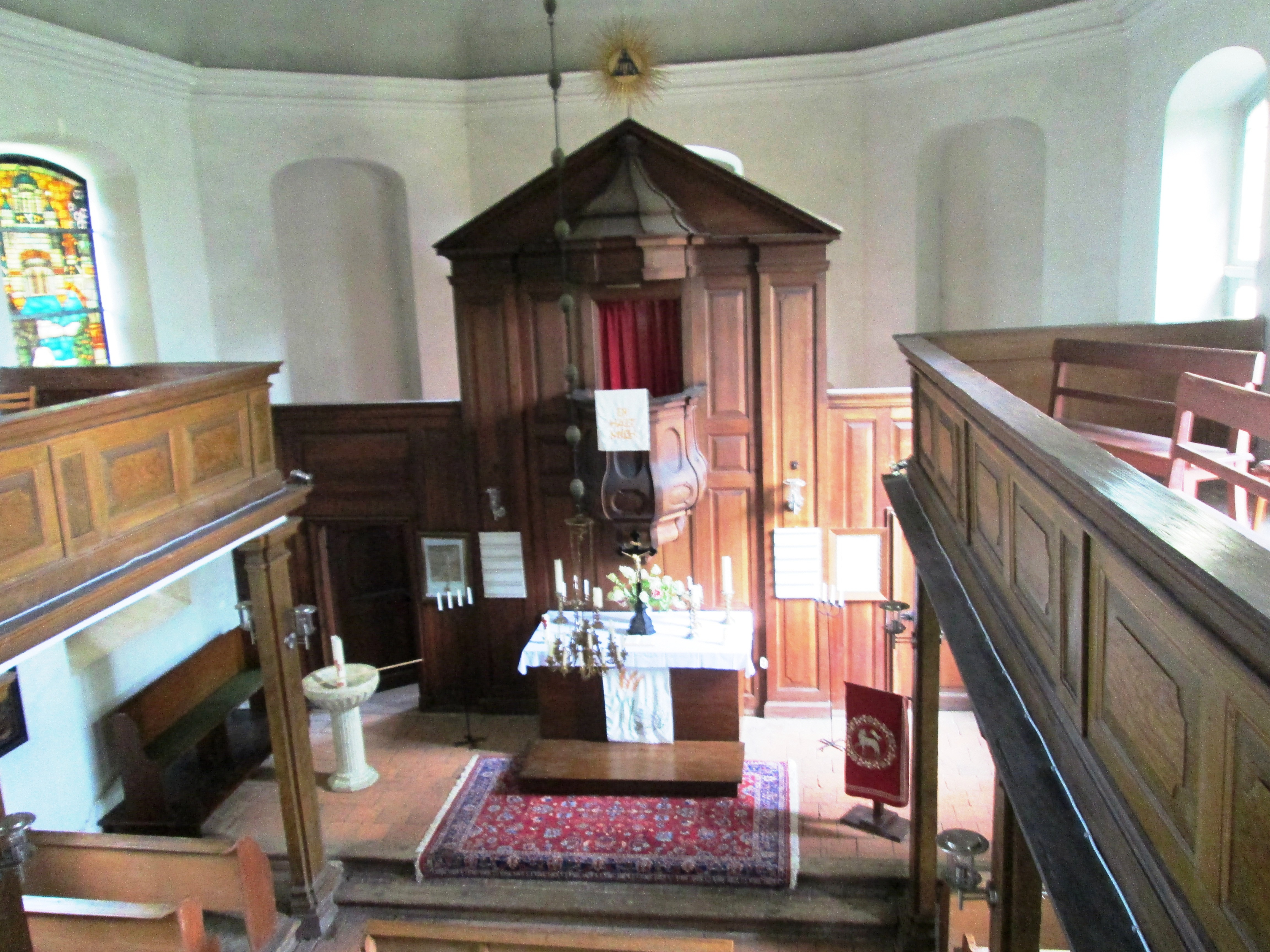
Das Innere (2013)

Die einschiffige Saalkirche wurde 1727/28 im Stil des Barock erbaut. Die Pläne stammen von J. Chr. Heins. Das mit einem Satteldach bedeckte Kirchenschiff hat im Osten einen dreiseitigen Abschluss. Nach Westen schließt sich der nicht schiffsbreite („eingezogene“) quadratische Turm mit geschweifter Haube an. Die Wetterfahne auf der Spitze zeigt die Jahreszahl 1728.
Im Inneren verfügt die Kirche über einen hölzernen Kanzelaltar und eine offene hölzerne Hufeisenempore entlang der Rückwand und der beiden Seitenwände in schlichten Barockformen, die aus der Bauzeit der Kirche stammen. Die Holzflächen sind kassettiert und nicht farbig gefasst, sondern vermitteln durch ihre dunkle Holzsichtigkeit einen strengen Raumeindruck. 
Zur Ausstattung gehören zwei Ölgemälde, Opferung Isaaks (Gen 22,1-19 ) und Opfertod Jesu, die miteinander korrespondierend an den Seitenwänden am Übergang zum Chorraum hängen. Das vordere Fenster an der Nordwand entstand 1904 und stellt in farbiger Glasmalerei Die Heimkehr des verlorenen Sohnes (Lk 15,11-32 ) dar.

## Orgel

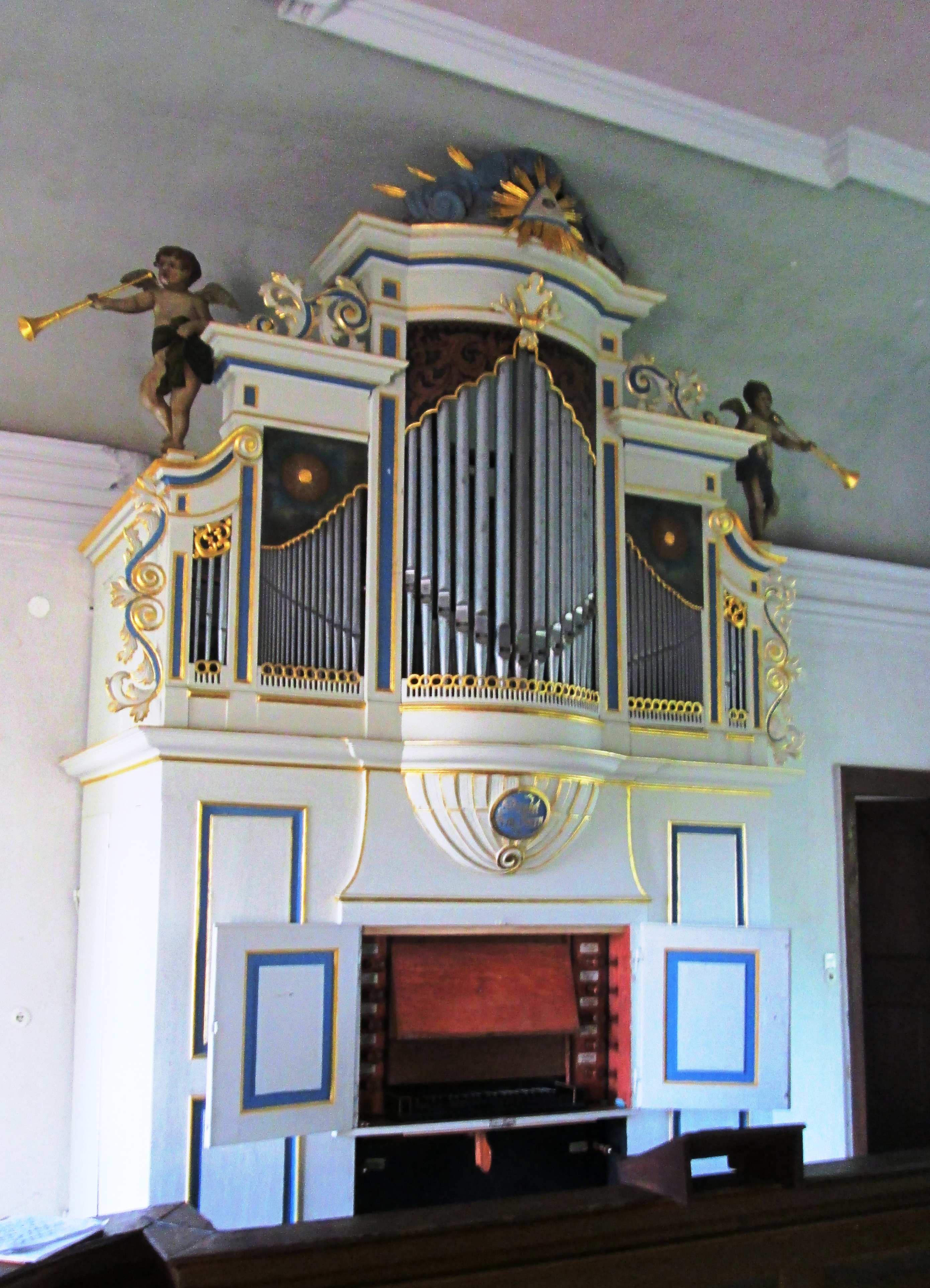
Die Turley-Orgel (2013)

Die vermutlich erste Orgel in der Kirche baute 1813 der Treuenbrietzener Bäckermeister Johann Tobias Turley als sein zweites Werk. In den 1930er-Jahren wurde das Instrument von der Orgelbaufirma Alexander Schuke umfassend restauriert.
Disposition:
| Manual CD–c3 |    |  |
| Gedackt      | 8′ |  |
| Salicional   | 8′ |  |
| Principal    | 4′ |  |
| Gedackt      | 4′ |  |
| Flauto       | 4′ |  |
| Quinte       | 3′ |  |
| Octav        | 2′ |  |
| Cornett III  |    |  |
| Mixtur III   |    |  |

| Pedal C–c1 |     |
| Subbass    | 16′ |

- PedalCoppel
- Calcantenglocke